# Stenstjärn, Västergötland
Stenstjärn var en sjö i Härryda kommun i Västergötland och ingår i Kungsbackaåns huvudavrinningsområde. Stenstjärn och Kroksjön fylldes igen i samband med bygget av Landvetter flygplats 1974.